# Kenz-Küstrow
Kenz-Küstrow település Németországban, Mecklenburg-Elő-Pomeránia tartományban. Lakosainak száma 537 fő (2023. december 31.).

## Népesség
A település népességének változása:
| Lakosok száma | 529  | 524  | 524  | 536  | 537  |
|               | 2017 | 2019 | 2021 | 2022 | 2023 |